# Grošnička reka
La Grošnička reka (en serbe cyrillique : Грошничка река) est une rivière de Serbie. Elle a une longueur de 17 km et elle est un affluent droit de la Lepenica.
La Grošnička reka appartient au bassin versant de la mer Noire. Elle n'est pas navigable.

## Géographie
La Grošnička reka prend sa source au pied du mont Crni vrh (900 m), un des pics des Gledićke planine ; elle coule en direction du nord, traversant le territoire de la Ville de Kragujevac, jusqu'à son confluent avec la Lepenica. Sur cette rivière, à la hauteur du village de Grošnica, un barrage construit dans les années 1930, créant le lac artificiel de Grošnica (en serbe : Grošničko jezero).

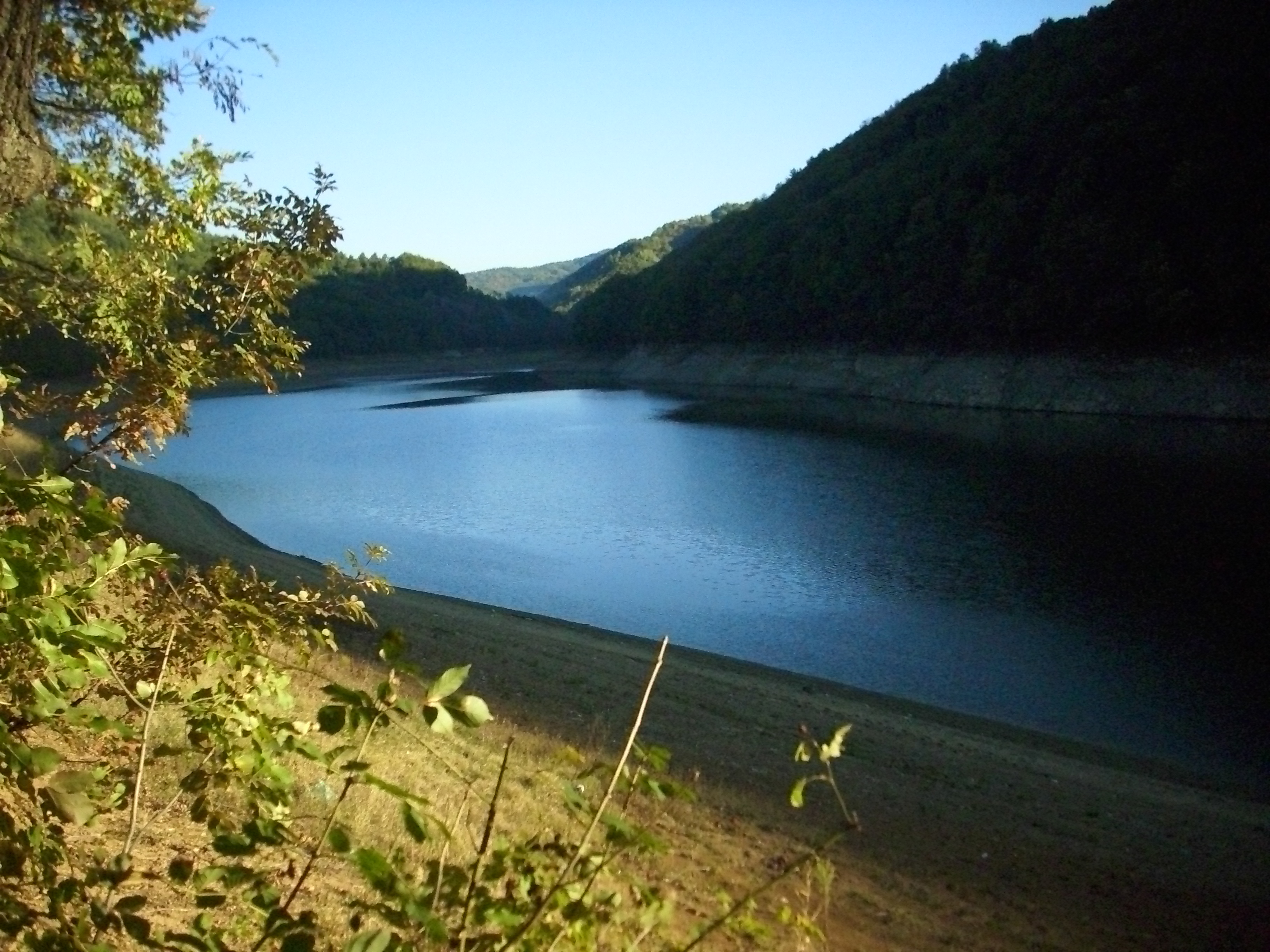
Le lac de Grošnica